# Söst (Wincheringen)

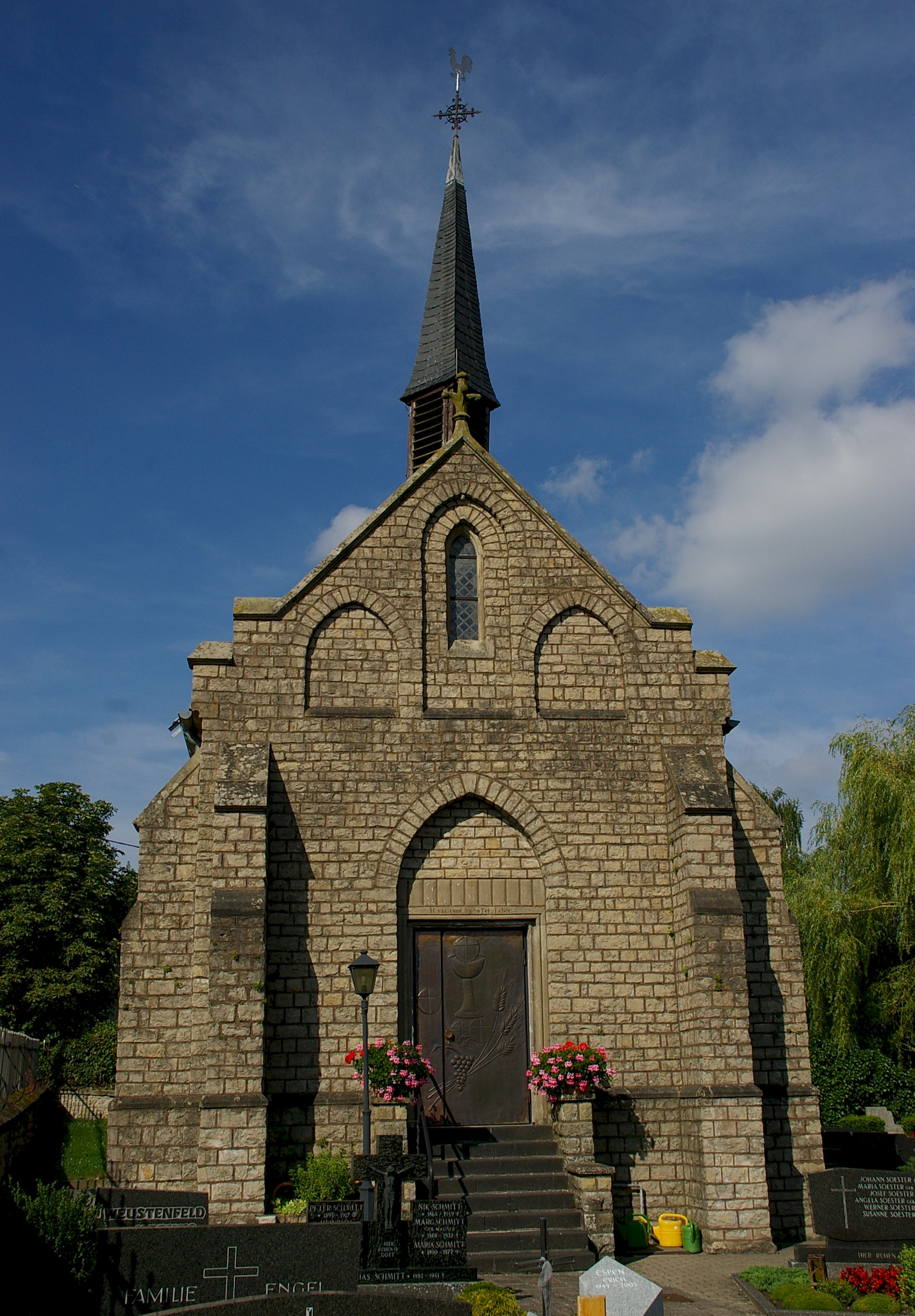
Kapelle von Niedersöst (2008)

Söst ist ein Ortsteil und ein Ortsbezirk der Ortsgemeinde Wincheringen im Landkreis Trier-Saarburg in Rheinland-Pfalz.

## Geographie
Söst gliedert sich in die beiden Teile Ober- und Niedersöst. Der Ort liegt auf der Hochfläche des Saargaus. Die Obermosel, welche hier die Grenze zu Luxemburg bildet, fließt etwa vier Kilometer weiter westlich vorbei.
Nachbarorte neben dem Kernort Wincheringen selbst im Südwesten und dem anderen Ortsbezirk Bilzingen im Süden sind die Ortsgemeinde Nittel im Nordwesten und ihre Ortsteile Rehlingen und Köllig im Westen, die Ortsgemeinden Onsdorf und Mannebach im Nordosten, sowie die Ortsgemeinde Fisch im Osten.

## Geschichte
in der Gemarkung von Söst wurden durch den Fund römischer Münzen aus der Zeit Konstantins sowie fränkischer Grabfelder frühe Besiedlungsspuren festgestellt.
Im Mittelalter und der frühen Neuzeit gehörte Söst bis zur Auflösung von Kurtrier zu dessen Amt Saarburg. Die Inbesitznahme des Linken Rheinufers durch französische Revolutionstruppen beendete die alte Ordnung. Der Ort wurde von 1798 bis 1814 Teil der Französischen Republik (bis 1804) und anschließend des Französischen Kaiserreichs, zugeordnet dem Kanton Saarburg im Arrondissement Trier des Saardepartements. Nach der Niederlage Napoleons kam Söst 1815 aufgrund der auf dem Wiener Kongress getroffenen Vereinbarungen zum Königreich Preußen. Der Ort gehörte nun zur Bürgermeisterei Saarburg-Land im Kreis Saarburg, Regierungsbezirk Trier, der 1822 Teil der neu gebildeten Rheinprovinz wurde.
Als Folge des Ersten Weltkriegs war die gesamte Region dem französischen Teil der Alliierten Rheinlandbesetzung zugeordnet. Nach dem Zweiten Weltkrieg  gehörte Söst zu den Gemeinden der französischen Besatzungszone, die im Februar 1946 an das Saarland angeschlossen wurden, im Juni 1947 aber auch zu den Orten des Landkreises Saarburg, die wieder zurück gegliedert und Teil des damals neu gebildeten Landes Rheinland-Pfalz wurden.
Im Rahmen der rheinland-pfälzischen Gebiets- und Verwaltungsreform wurde der Landkreis Saarburg auf der Grundlage des „Dritten Landesgesetzes über die Verwaltungsvereinfachung im Lande Rheinland-Pfalz“ mit Wirkung vom 7. Juni 1969 aufgelöst und seine Gemeinden dem neu gebildeten Landkreis Trier-Saarburg zugeordnet. Um als kleine Gemeinde einer durch das Gesetz möglichen Auflösung zuvorzukommen, beschloss der Gemeinderat am 3. Oktober 1973, sich freiwillig mit den Nachbarorten zusammenzuschließen. Am 17. März 1974 wurde die dahin selbstständige Gemeinde Söst mit zu diesem Zeitpunkt 150 Einwohnern – zusammen mit Bilzingen – nach Wincheringen eingemeindet.

## Politik

### Ortsbezirk
Söst ist gemäß Hauptsatzung einer von zwei Ortsbezirken der Ortsgemeinde Wincheringen. Der Bezirk umfasst das Gebiet der ehemaligen Gemeinde. Auf die Bildung eines Ortsbeirats wurde verzichtet. Die Interessen des Ortsbezirks werden von einem Ortsvorsteher vertreten.
Guido Peterzelka wurde am 10. Oktober 2024 Ortsvorsteher von Söst. Da bei der Direktwahl am 9. Juni 2024 kein Wahlvorschlag eingereicht wurde, oblag die Neuwahl des Ortsvorstehers gemäß rheinland-pfälzischer Gemeindeordnung dem Gemeinderat von Wincheringen. Nachdem auf seiner konstituierenden Sitzung kein Vorschlag eingereicht wurde, gab es in der folgenden Sitzung mit Guido Peterzelka eine erfolgreiche Kandidatur.
Seine Vorgänger waren Klaus Vieh, der das Amt seit Anfang 2017 innehatte, und Ernst Steinmetz, der das Amt mehr als 22 Jahre ausgeübt hatte.

### Wappen
Blasonierung des ehemaligen Gemeindewappens Söst: Schild durch geschweifte Spitze dreigeteilt; in der Mitte auf blauem Grund eine silberne Mitra mit rotem Kreuz, vorn in Gold eine grüne Ähre, hinten in Gold eine grüne Weintraube mit Blatt.

## Sehenswürdigkeiten
In der Denkmalliste des Landes Rheinland-Pfalz (Stand: 2021) werden folgende Kulturdenkmäler genannt:
- Römisch-Katholische Filialkirche St. Bernhard, neugotischer Saalbau (1890) in Niedersöst
- Giebelbau (bezeichnet 1762, erneuert 1850) in Obersöst
- Kreuzigungsbildstock (bezeichnet 1631, erneuert 1865) in Obersöst

## Wirtschaft und Infrastruktur

### Wirtschaft
Die früher vorherrschende Landwirtschaft spielt durch den in den letzten Jahrzehnten stattgefundenen Strukturwandel keine große Rolle mehr. Die überwiegende Anzahl der Erwerbstätigen pendelt zur Arbeit ins nahegelegene Luxemburg.

### Öffentliche Einrichtungen
Das Dorfgemeinschaftshaus wurde 1976 in Eigenleistung errichtet und 1989 erweitert. Die von der Dorfgemeinschaft auf einer Anhöhe errichtete Langheckhütte folgte 1996 und steht seitdem für Vereine und Veranstaltungen zur Verfügung.

### Verkehr
Söst liegt an der Kreisstraße 110, die unmittelbar am nördlichen Ortsende von der K 124 gekreuzt wird.